# U.A. Fanthorpe
U.A. Fanthorpe, właśc. Ursula Askham Fanthorpe (ur. 22 lipca 1929 w Londynie, zm. 28 kwietnia 2009 w Leckhampton) – brytyjska poetka.

## Życiorys
Urodziła się 22 lipca 1929 w londyńskiej dzielnicy Lewisham jako Ursula Fanthorpe, w rodzinie sędziego Richarda Fanthorpe i Winifrid Elsie z domu Redmore. Drugie imię, Askham, przejęła od nazwiska panieńskiego babci, mając nadzieję, że ród może sięgać Rogera Aschama, nauczyciela Elżbiety I. Publikowała pod pseudonimem U.A. Fanthorpe, by z początku ukryć swoją płeć .
Skończyła anglistykę na St Anne’s College w Oksfordzie. W latach 1954–1970 uczyła angielskiego na Cheltenham Ladies’ College; tam poznała życiową partnerkę, nauczycielkę Rosemarie Verę Bailey, z którą zawarła związek cywilny w 2006. W latach 1974–1989 pracowała w administracji Burden Neurological Institute i jednocześnie zaczęła rozwijać wcześniej tłumione plany pisarskie, często pisząc podczas przerw w pracy. Po raz pierwszy zwrócono uwagę na jej twórczość w 1975, dzięki wierszowi Not My Best Side o obrazie Święty Jerzy i smok Paola Uccella. Jej debiutancki zbiór wierszy, Side Effects (1978), który wydała w wieku 49 lat, został pozytywnie przyjęty przez krytykę i czytelników. W latach 1983–1985 była rezydentem literackim St Martin’s College w Lancaster, gdzie inspiracją dla wierszy stali się studenci pierwszego roku i personel sprzątający. Jej tomik Selected Poems (1985) dodano do lektur maturalnych w Wielkiej Brytanii. Była pierwszą kobietą, której twórczość wydano w serii wydawniczej Penguin Poets. W 1994 została pierwszą kobietą nominowaną na stanowisko profesora poezji Uniwersytetu Oksfordzkiego, a w 1999 była także faworytką do tytułu poety-laureata. 
Od 1988 była członkiem Royal Society of Literature, w 2001 odznaczona Komandorią Orderu Imperium Brytyjskiego (CBE) i wyróżniona nagrodą Queen’s Gold Medal for Poetry (2003) .
Pisała złożone wiersze klarownym i przystępnym językiem, oddając często głos zmarginalizowanym jednostkom. Wśród wątków tematycznych w jej twórczości pojawiały się zarówno postacie i wydarzenia historyczne, jak i sprawy życia domowego . Zmarła 28 kwietnia 2009 w Leckhampton na nowotwór .

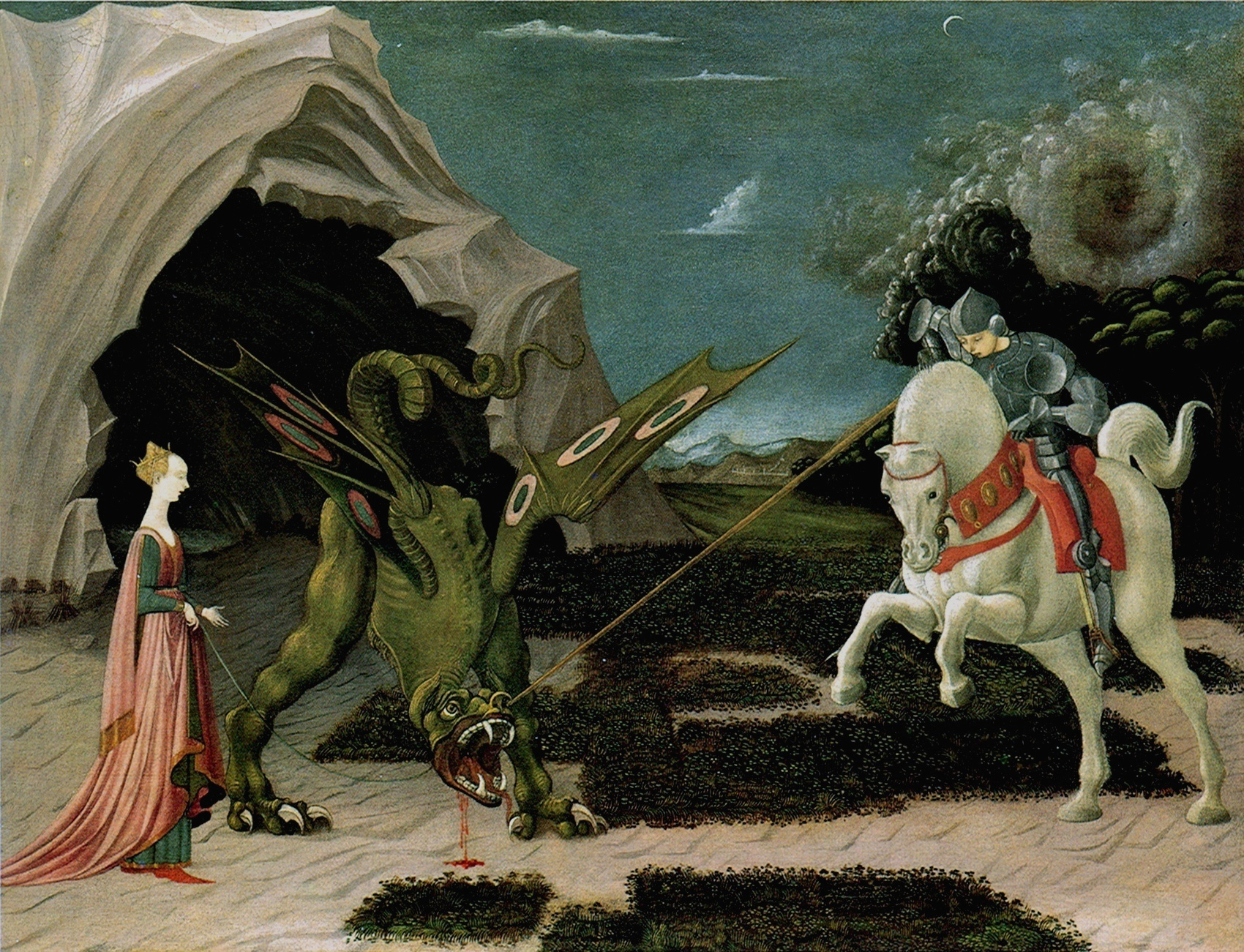
Paolo Ucello, Święty Jerzy i smok, 1470

## Dzieła
- 1978: Side Effects
- 1982: Standing To
- 1984: Voices Off
- 1985: Selected Poems
- 1987: A Watching Brief
- 1992: Neck Verse
- 1995: Safe as Houses
- 2000: Consequences
- 2002: Christmas Poems
- 2003: Queueing for the Sun
- 2005: Collected Poems

Źródło .